# Ronnie Baker
Ronnie Baker (Louisville, 15 ottobre 1993) è un velocista statunitense, medaglia di bronzo nei 60 metri piani ai Mondiali indoor di Birmingham 2018.

## Palmarès
| Anno | Manifestazione  | Sede       | Evento      | Risultato | Prestazione | Note |
| ---- | --------------- | ---------- | ----------- | --------- | ----------- | ---- |
| 2015 | Universiadi     | Gwangju    | 100 m piani | 4º        | 10"17       |      |
| 2015 | Universiadi     | Gwangju    | 4×100 m     | Batteria  | dnf         |      |
| 2015 | Universiadi     | Gwangju    | 4×400 m     | Finale    | dq          |      |
| 2017 | World Relays    | Nassau     | 4×100 m     | Oro       | 38"43       |      |
| 2018 | Mondiali indoor | Birmingham | 60 m piani  | Bronzo    | 6"44        |      |
| 2021 | Giochi olimpici | Tokyo      | 100 m piani | 5º        | 9"95        |      |
| 2021 | Giochi olimpici | Tokyo      | 4×100 m     | Batteria  | 38"10       |      |
| 2025 | Mondiali indoor | Nanchino   | 60 m piani  | 6º        | 6"59        |      |

## Campionati nazionali
- 1 volta campione nazionale indoor dei 60 metri piani (2017)